# Ameivula pyrrhogularis
Ameivula pyrrhogularis es una especie de lagarto del género Ameivula, perteneciente a la familia Teiidae. Fue descrita científicamente por Basto da Silva & Ávila-Pires en 2013.

## Distribución
Se encuentra en Brasil (Piauí).